# Ferdinand (cheval)
Pour les articles homonymes, voir Ferdinand.
Ferdinand (1983-2002) est un cheval de course pur-sang américain, vainqueur du Kentucky Derby et de la Breeders' Cup Classic. Cheval de l'année aux États-Unis en 1987, il mourut en 2002 au Japon dans des circonstances qui suscitèrent l'indignation.

## Carrière de courses
Élevé dans le Kentucky, Ferdinand débute à 2 ans en Californie, où il fera l'essentiel de sa carrière au bons soins du grand entraîneur Charlie Wittingham et sous la monte du jockey-star Bill Shoemaker. Ses débuts ne sont guère encourageants, il lui faut quatre tentative pour remporter son maiden, mais il crée la surprise en prenant la troisième place du Hollywood Futurity derrière Snow Chief, ce qui le place parmi les poulains à suivre pour la saison suivante.   
En 1986, il ne quitte pas le podium lors de ses quatre premières sorties et obtient une troisième place dans le Santa Anita Derby, lui aussi remporté par Snow Chief. Suffisant pour décrocher son ticket pour le Kentucky Derby, mais pas assez pour voir en lui une première chance. C'est donc une surprise de le voir passer le poteau en tête, assez facilement devant un autre invité surprise, le Britannique Bold Arrangement. Il ne s'agit sans doute pas du Derby du siècle, mais Ferdinand n'en a cure et, lui qui n'avait jamais remporté une seule course de groupe, met sur son CV la plus belle d'entre elles, offrant également un quatrième et ultime Derby au vétéran Bill Shoemaker, 54 ans. Ferdinant n'est toutefois pas un vainqueur sans lendemain, puisqu'il confirme son talent dans les Preakness Stakes, où il ne trouve sur son chemin qu'un Snow Chief ressuscité, favori décevant d'un Derby où il avait terminé onzième. Dans les Belmont Stakes, troisième manche de la Triple Couronne, il fait encore une fois bonne figure, terminant troisième tandis que Snow Chief a fait l'impasse. Les deux poulains se retrouvent en fin d'année en Californie, dans les Malibu Stakes, et Ferdinand doit une nouvelle fois s'avouer vaincu face à Snow Chief qui décroche le titre de 3 ans de l'année.
Ferdinand revient tôt aux affaires en 1987, mais il peine à renouer avec le succès. Il se contente d'accessits dans des groupe 1 californiens, échouant ainsi d'un nez face à Snow Chief dans les Charles H. Strub Stakes en février. Mais au début de l'été, et comme l'an passé, il est présent le jour J et enlève la plus belle, la Hollywood Gold Cup, devant les bons Judge Angelucci et Tasso, le vainqueur de la Breeders' Cup Juvenile 1985, qui ne peuvent se départager pour la deuxième place. Dès lors, Ferdinand ne s'arrête plus : il remporte deux courses et, profitant de ce que la Breeders' Cup se joue cette année-là à domicile, il s'adjuge d'un nez la Breeders' Cup Classic devant le champion des 3 ans Alysheba qui, après ses victoires dans le Kentucky Derby et les Preakness Stakes, a fait figure de possible vainqueur de la Triple Couronne. Cette victoire lui vaut le titre de cheval de l'année.
Ferdinand ne repassera plus jamais le poteau en tête. En 1988, âgé de 5 ans, il se montre régulier en accumulant les accessits dans les grands tournois pour chevaux d'âge californiens. Il est battu deux fois par Alysheba, et à partir de l'été, il semble que les jambes, sinon le cœur, ne suivent plus. Il se retire à l'automne, laissant le souvenir d'un excellent cheval qui, s'il n'était pas un grand champion, a tout de même réussi à s'adjuger les deux plus prestigieuses courses américaines, le Kentucky Derby et la Breeders' Cup Classic. 

### Résumé de carrière
| Date        | Hippodrome      | Pays        | Course                  | Statut      | Distance    | Jockey       | Place       | Écart       | Vainqueur ou deuxième   |
| 1985, 2 ans | 1985, 2 ans     | 1985, 2 ans | 1985, 2 ans             | 1985, 2 ans | 1985, 2 ans | 1985, 2 ans  | 1985, 2 ans | 1985, 2 ans | 1985, 2 ans             |
| ----------- | --------------- | ----------- | ----------------------- | ----------- | ----------- | ------------ | ----------- | ----------- | ----------------------- |
| 8 septembre | Del Mar         | États-Unis  | Maiden                  |             | 1 200 m     | W. Shoemaker | 8e / 11     | 11          | Don B. Blue             |
| 6 octobre   | Santa Anita     | États-Unis  | Maiden                  |             | 1 200 m     | W. Shoemaker | 3e / 12     | 11          | Judge Smells            |
| 20 octobre  | Santa Anita     | États-Unis  | Maiden                  |             | 1 600 m     | F. Toro      | 2e / 10     | nez         | Acks Lika Ruler         |
| 3 novembre  | Santa Anita     | États-Unis  | Maiden                  |             | 1 600 m     | W. Ward      | 1er / 6     | 2 ¼         | Star Ribot              |
| 15 décembre | Hollywood Park  | États-Unis  | Hollywood Futurity      | Gr. 1       | 1 600 m     | W. Shoemaker | 3e / 10     | 6 ½         | Snow Chief              |
| 1986, 3 ans |                 |             |                         |             |             |              |             |             |                         |
| 4 janvier   | Santa Anita     | États-Unis  | Los Feliz Stakes        |             | 1 600 m     | W. Shoemaker | 2e / 7      | tête        | Badger Land             |
| 29 janvier  | Santa Anita     | États-Unis  | Santa Catalina Stakes   |             | 1 700 m     | W. Shoemaker | 1er / 8     | 1/2         | Variety Road            |
| 22 février  | Santa Anita     | États-Unis  | San Rafael Stakes       | Gr. 2       | 1 600 m     | W. Shoemaker | 2e / 9      | 1/2         | Variety Road            |
| 6 avril     | Santa Anita     | États-Unis  | Santa Anita Derby       | Gr. 1       | 1 800 m     | W. Shoemaker | 3e / 7      | 7           | Snow Chief              |
| 3 mai       | Churchill Downs | États-Unis  | Kentucky Derby          | Gr. 1       | 2 000 m     | W. Shoemaker | 1er / 16    | 2 ¼         | Bold Arrangement        |
| 17 mai      | Pimlico         | États-Unis  | Preakness Stakes        | Gr. 1       | 1 900 m     | W. Shoemaker | 2e / 7      | 4           | Snow Chief              |
| 7 juin      | Belmont Park    | États-Unis  | Belmont Stakes          | Gr. 1       | 2 400 m     | W. Shoemaker | 3e / 10     | 1 ¼         | Danzig Connection       |
| 26 décembre | Santa Anita     | États-Unis  | Malibu Stakes           | Gr. 2       | 1 400 m     | W. Shoemaker | 1er / 12    | 1 ¼         | Snow Chief              |
| 1987, 4 ans |                 |             |                         |             |             |              |             |             |                         |
| 18 janvier  | Santa Anita     | États-Unis  | San Fernando Stakes     | Gr. 1       | 1 800 m     | W. Shoemaker | 4e / 8      | 6 ½         | Variety Road            |
| 8 février   | Santa Anita     | États-Unis  | Charles H. Strub Stakes | Gr. 1       | 2 000 m     | W. Shoemaker | 2e / 8      | nez         | Snow Chief              |
| 8 mars      | Santa Anita     | États-Unis  | Santa Anita Handicap    | Gr. 1       | 2 000 m     | W. Shoemaker | 2e / 9      | nez         | Broad Brush             |
| 29 mars     | Santa Anita     | États-Unis  | Sun Luis Rey Stakes     | Gr. 1       | 2 400 m     | W. Shoemaker | 4e / 5      | 2           | Zoffany                 |
| 10 mai      | Hollywood Park  | États-Unis  | John Henry Handicap     | Gr. 1       | 1 800 m     | W. Shoemaker | 3e / 5      | 1 ¼         | Al Momoon               |
| 7 juin      | Hollywood Park  | États-Unis  | Californian Stakes      | Gr. 1       | 1 800 m     | W. Shoemaker | 4e / 8      | 3 ¼         | Judge Angelucci         |
| 28 juin     | Hollywood Park  | États-Unis  | Hollywood Gold Cup      | Gr. 1       | 2 000 m     | W. Shoemaker | 1er / 11    | 1 ¼         | Judge Angelucci / Tasso |
| 8.29        | Del Mar         | États-Unis  | Cabrillo Handicap       |             | 1 800 m     | W. Shoemaker | 1er / 3     | 2           | Super Diamond           |
| 7 novembre  | Santa Anita     | États-Unis  | Goodwood Handicap       | Gr. 3       | 1 800 m     | W. Shoemaker | 1er / 5     | 1           | Candy's Gold            |
| 21 novembre | Hollywood Park  | États-Unis  | Breeders' Cup Classic   | Gr. 1       | 2 000 m     | W. Shoemaker | 1er / 12    | nez         | Alysheba                |
| 1988, 5 ans |                 |             |                         |             |             |              |             |             |                         |
| 14 février  | Santa Anita     | États-Unis  | San Antonio Handicap    | Gr. 1       | 1 800 m     | W. Shoemaker | 2e / 6      | 3 ½         | Judge Angelucci         |
| 6 mars      | Santa Anita     | États-Unis  | Santa Anita Handicap    | Gr. 1       | 2 000 m     | W. Shoemaker | 2e / 4      | 1/2         | Alysheba                |
| 17 avril    | Santa Anita     | États-Unis  | San Bernardino Handicap | Gr. 2       | 1 800 m     | W. Shoemaker | 2e / 5      | nez         | Alysheba                |
| 12 juin     | Hollywood Park  | États-Unis  | Californian Stakes      | Gr. 1       | 1 800 m     | W. Shoemaker | 4e / 4      | 9           | Cutlass Reality         |
| 26 juin     | Hollywood Park  | États-Unis  | Hollywood Gold Cup      | Gr. 1       | 2 000 m     | W. Shoemaker | 3e / 6      | 12          | Cutlass Reality         |
| 22 octobre  | Santa Anita     | États-Unis  | Goodwood Handicap       | Gr. 1       | 1 800 m     | W. Shoemaker | 5e / 8      | 7           | Cutlass Reality         |

## Au haras
À l'issue de sa carrière, Ferdinand devient étalon au grand haras Claiborne Farm, dans le Kentucky, à $ 30 000 la saillie. Mais hormis le bon Bull in The Heater, vainqueur du Florida Derby, il déçoit et en 1994 il est vendu à Arrow Stud, au Japon, où il fait la monte durant six ans. Mais les éleveurs japonais ne sont guère enthousiastes à son sujet et, lors de son ultime saison de monte, il ne couvre que dix poulinières. Ses propriétaires essaient alors de le placer dans un club d'équitation, mais sans succès. Ferdinand est finalement vendu à un marchand de chevaux et quitte le haras le 3 février 2001, sans que ni la famille Keck, qui a élevé et fait courir le champion, ni Claiborne Farm ne soient prévenus. Le 1er septembre 2002, il a disparu des registres. 

### Disparition
En juillet 2003, le magazine The Blood Horse raconte son funeste destin : alors que la famille Keck s'est enquis de sa situation dans l'éventualité de le racheter et de lui donner une retraite paisible dans son haras, elle découvre que Ferdinand a tout simplement fini à l'abattoir, probablement transformé en nourriture pour animaux, rappelant le destin d'un autre champion passé au couteau, Exceller.
L'émoi consécutif au récit de la fin de vie de Ferdinand conduit à la création du "Fond Ferdinand", un programme de mécénat destiné à garantir aux chevaux de course une fin de vie digne, et de l'association "Les amis de Ferdinand", qui œuvre  pour donner une seconde carrière aux chevaux de course retraités. En 2006, la chambre des représentants américain approuve sous le nom H.R. 503 le "American Horse Slaughter Prevention Act", censé interdire l'usage des chevaux de course pour la boucherie. Retoqué au Sénat, le texte n'avait, en 2012, toujours pas été adopté.

## Origines
Ferdinand est le meilleur fils américain du grand champion anglais Nijinsky, vainqueur de la Triple Couronne britannique avant d'exceller comme étalon. Sa mère Banja Luka n'a pas brillé en course mais, issue d'une bonne famille, elle fut une poulinière utile, ne donnant presque que des gagnants, dont plusieurs au niveau des "stakes", les courses principales. Banja Luka est une sœur de la bonne Tallahto (par Nantallah), lauréate de plusieurs groupe 1 dans les années 70 (Oak Tree Invitational, Vanity Handicap, Santa Barbara Handicap) et excellente reproductrice, puisqu'elle a donné deux vainqueurs de groupe 1, Prince True (par Majestic Light), lauréat du San Juan Capistrano Invit. Handicap, des San Luis Rey Stakes et troisième du Santa Anita Derby, et Hidden Light (par Majestic Light), qui remporta les Santa Anita Oaks et les Hollywood Oaks avant de donner Artie Schiller, lequel s'adjugea l'édition 2005 du Breeders' Cup Mile.

### Pedigree
| Origines de Ferdinand (USA), mâle alezan né en 1983 | Origines de Ferdinand (USA), mâle alezan né en 1983 | Origines de Ferdinand (USA), mâle alezan né en 1983 | Origines de Ferdinand (USA), mâle alezan né en 1983 |
| --------------------------------------------------- | --------------------------------------------------- | --------------------------------------------------- | --------------------------------------------------- |
| Père Nijinsky 1967                                  | Northern Dancer 1961                                | Nearctic                                            | Nearco                                              |
| Père Nijinsky 1967                                  | Northern Dancer 1961                                | Nearctic                                            | Lady Angela                                         |
| Père Nijinsky 1967                                  | Northern Dancer 1961                                | Natalma                                             | Native Dancer                                       |
| Père Nijinsky 1967                                  | Northern Dancer 1961                                | Natalma                                             | Almahmoud                                           |
| Père Nijinsky 1967                                  | Flaming Page 1959                                   | Bull Page                                           | Bull Lea                                            |
| Père Nijinsky 1967                                  | Flaming Page 1959                                   | Bull Page                                           | Our Page                                            |
| Père Nijinsky 1967                                  | Flaming Page 1959                                   | Flaring Top                                         | Menow                                               |
| Père Nijinsky 1967                                  | Flaming Page 1959                                   | Flaring Top                                         | Flaming Top                                         |
| Mère Banja Luka 1968                                | Double Jay 1944                                     | Balladier                                           | Black Toney                                         |
| Mère Banja Luka 1968                                | Double Jay 1944                                     | Balladier                                           | Blue Warbler                                        |
| Mère Banja Luka 1968                                | Double Jay 1944                                     | Broomshot                                           | Whisk Broom                                         |
| Mère Banja Luka 1968                                | Double Jay 1944                                     | Broomshot                                           | Center Shot                                         |
| Mère Banja Luka 1968                                | Legato 1956                                         | Dark Star                                           | Royal Gem                                           |
| Mère Banja Luka 1968                                | Legato 1956                                         | Dark Star                                           | Isolde                                              |
| Mère Banja Luka 1968                                | Legato 1956                                         | Vulcania                                            | Some Chance                                         |
| Mère Banja Luka 1968                                | Legato 1956                                         | Vulcania                                            | Vagrancy (famille 13-c)                             |